# NGC 5056
NGC 5056 est une galaxie spirale située dans la constellation de la Chevelure de Bérénice. Sa vitesse par rapport au fond diffus cosmologique est de 5 839 ± 17 km/s, ce qui correspond à une distance de Hubble de 86,1 ± 6,0 Mpc (∼281 millions d'al). NGC 5056 a été découverte par l'astronome germano-britannique William Herschel en 1785.
La classe de luminosité de NGC 5056 est III-IV et elle présente une large raie HI. C'est aussi une galaxie active (AGN) et possiblement une galaxie du champ, c'est-à-dire qu'elle n'appartient pas à un amas ou un groupe et qu'elle est donc gravitationnellement isolée. Ce n'est pas l'avis d'Abraham Mahtessian, car selon lui NGC 5056 et NGC 5065 forment une paire de galaxies.
À ce jour, une douzaine de mesures non basées sur le décalage vers le rouge (redshift) donnent une distance de 63,867 ± 11,109 Mpc (∼208 millions d'al), ce qui est à l'extérieur des valeurs de la distance de Hubble. Notons cependant que c'est avec la valeur moyenne des mesures indépendantes, lorsqu'elles existent, que la base de données NASA/IPAC calcule le diamètre d'une galaxie et qu'en conséquence le diamètre de NGC 5056 pourrait être d'environ 47,6 kpc (∼155 000 al) si on utilisait la distance de Hubble pour le calculer.

## Supernova
La supernova SN 2005au a été découverte dans NGC 5056 le 19 mars 2005 par l'astronome amateur britannique Ron Arbour. Cette supernova était de type II.